# Hermann Kobold
Hermann Albert Kobold, född 5 augusti 1858 i Hannover, död 11 juni 1942 i Kiel, var en tysk astronom.
Kobold blev 1880 observator hos Miklós Konkoly-Thege på observatoriet i Ógyalla i dåvarande norra Ungern (numera Slovakien) och 1886 vid observatoriet i Strassburg samt 1902 professor vid universitetet i Kiel. Han övertog 1907 redaktionen av tidskriften "Astronomische Nachrichten". 
Kobold utförde viktiga undersökningar inom stellarastronomin, särskilt över fixstjärnornas och solsystemets egenrörelser. Redan 1895 påvisade han antydningar till de lagbundenheter i stjärnornas egenrörelser, vilkas närmare studerande 10 år senare ledde Jacobus Kapteyn till hans epokgörande upptäckt av stjärnströmsfenomenet. Bland hans arbeten märks, utom en mängd avhandlingar inom olika grenar av astronomin, Der Bau des Fixsternsystems, mit besonderer Berücksichtigung der photometrischen Resultate (1906).
Asteroiden 1164 Kobolda är uppkallad efter honom.